# Les Échos
Les Echos là nhật báo tài chính đầu tiên của Pháp, được thành lập vào năm 1908 bởi hai anh em Robert và Émile Servan-Schreiber. Đây là đối thủ cạnh tranh chính của La Tribune, một tờ báo tài chính khác.

## Lịch sử
Năm 1908, tờ báo được hai anh em Robert và Émile Servan-Schreiber thành lập với tên Les Échos de l'Exportation và được phát hành hằng tháng. Đến năm 1928 thì nó trở thành một tờ nhật báo và được đổi tên thành Les Echos. Tờ báo được tập đoàn truyền thông Pearson PLC của Anh mua lại vào năm 1988, và được bán cho tập đoàn hàng xa xỉ của Pháp LVMH vào tháng 11 năm 2007. Nhà xuất bản của tờ báo là Les Echos Le Parisien Médias.
Les Echos có lập trường tự do và được xuất bản vào các ngày trong tuần. Tờ báo có trụ sở chính tại Paris và có một trang web được ra mắt vào năm 1996. Tờ báo xuất bản các phân tích kinh tế của các nhà kinh tế hàng đầu, bao gồm Joseph Stiglitz và Kenneth Rogoff.
Vào tháng 9 năm 2003, Les Echos chuyển từ báo khổ nhỏ sang khổ trung. Trong năm 2004, tờ báo đã giành được giải thưởng EPICA.
Năm 2010, phạm vi của Les Echos đã được mở rộng, bao gồm các chủ đề như đổi mới trong khoa học, công nghệ, tăng trưởng xanh, y học và sức khỏe và các kỹ năng liên quan đến tiếp thị và quảng cáo, quản lý, giáo dục, chiến lược và lãnh đạo, luật và tài chính.
Năm 2013, tờ báo bắt đầu một dự án có tên LesEchos360, một nền tảng tổng hợp tin tức kinh doanh.

## Phát hành
Năm 2000, Les Echos là tờ báo bán chạy thứ 6 ở Pháp với số lượng phát hành là 728.000 bản. Số lượng phát hành năm 2009 của tờ báo là 127.000 bản. Từ tháng 7 năm 2011 đến tháng 7 năm 2012, tờ báo đã phát hành 120.546 bản. Năm 2020, báo có tổng số phát hành là 135.196 bản.